# Friedrich Kuhlau
Friedrich Daniel Rudolf Kuhlau (Uelzen, 11 de septiembre de 1786 - Lyngby-Taarbæk, cerca de Copenhague, 12 de marzo de 1832) fue un compositor germano-danés de los períodos clásico y romántico. 
Nacido en Alemania, luego de haber perdido el ojo derecho por caerse en el hielo a la edad de siete años, estudió piano en Hamburgo. Su padre, su abuelo y su tío fueron oboístas del ejército. Aunque su familia era pobre, sus padres lograron pagarle lecciones de piano. En 1810, se trasladó a Copenhague para no tener que combatir en las Guerras Napoleónicas, que avasallaron los pequeños principados y ducados del norte de Alemania. Se convirtió en ciudadano danés en 1813. Exceptuando algunos viajes largos, vivió allí hasta su muerte. 
En vida fue conocido principalmente como concertista de piano y compositor de ópera danesa, pero fue también responsable por introducir a las audiencias del país muchas de las obras de Beethoven, a quien admiraba profundamente. Teniendo en cuenta que su casa se incendió y se destruyeron muchos de sus manuscritos inéditos, fue un compositor prolífico que dejó más de 200 obras publicadas en muchos géneros.
Beethoven, a quien Kuhlau conocía personalmente, ejerció una fuerte influencia en el compositor. Pocos contemporáneos del viejo compositor mostraron tal capacidad para entender o asimilar lo que el maestro estaba haciendo. De hecho, en lo que se refiere a la forma, Kuhlau fue capaz de darle sentido y utilizar lo que Beethoven estaba haciendo en su período intermedio.

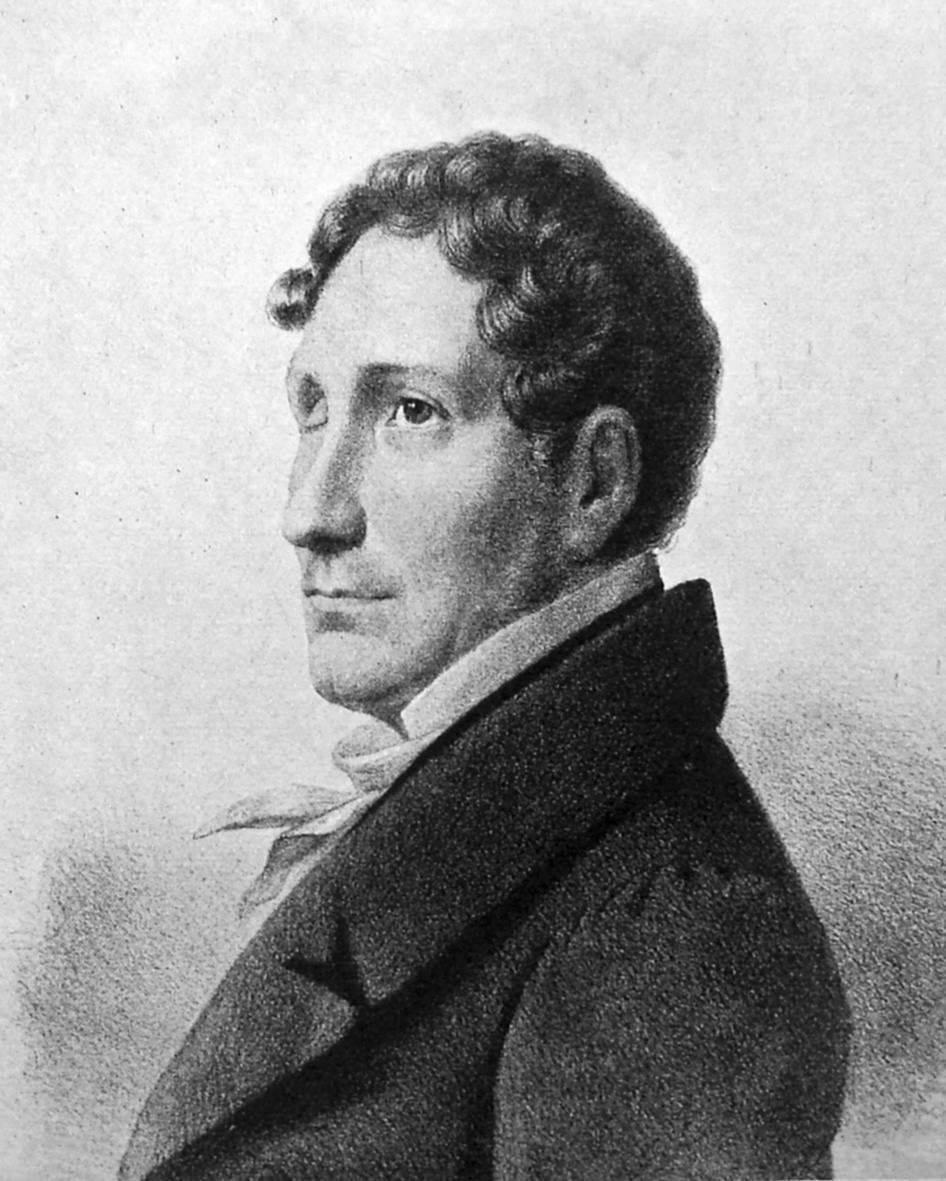
Friedrich Kuhlau.

Escribió un concierto para piano, algunas obras de cámara para cuerda, muchas piezas para piano, música incidental y algunas óperas. Sin embargo, sus obras más grabadas e interpretadas son las sonatinas para piano y sus numerosos trabajos para flauta. 